# Provincia de Balıkesir
Balıkesir İli es una de las 81 provincias en que está dividida Turquía, administrada por un Gobernador designado por el Gobierno central.
- Capital: Balıkesir
  - Población (2007): 649.423[1]
- Distritos (ilçeler):

| - Distrito central - Ayvalık - Balya - Bandırma - Bigadiç - Burhaniye - Dursunbey | - Edremit - Erdek - Gömeç - Gönen - Havran - İvrindi | - Kepsut - Manyas - Marmara - Savaştepe - Sındırgı - Susurluk |

## Geografía

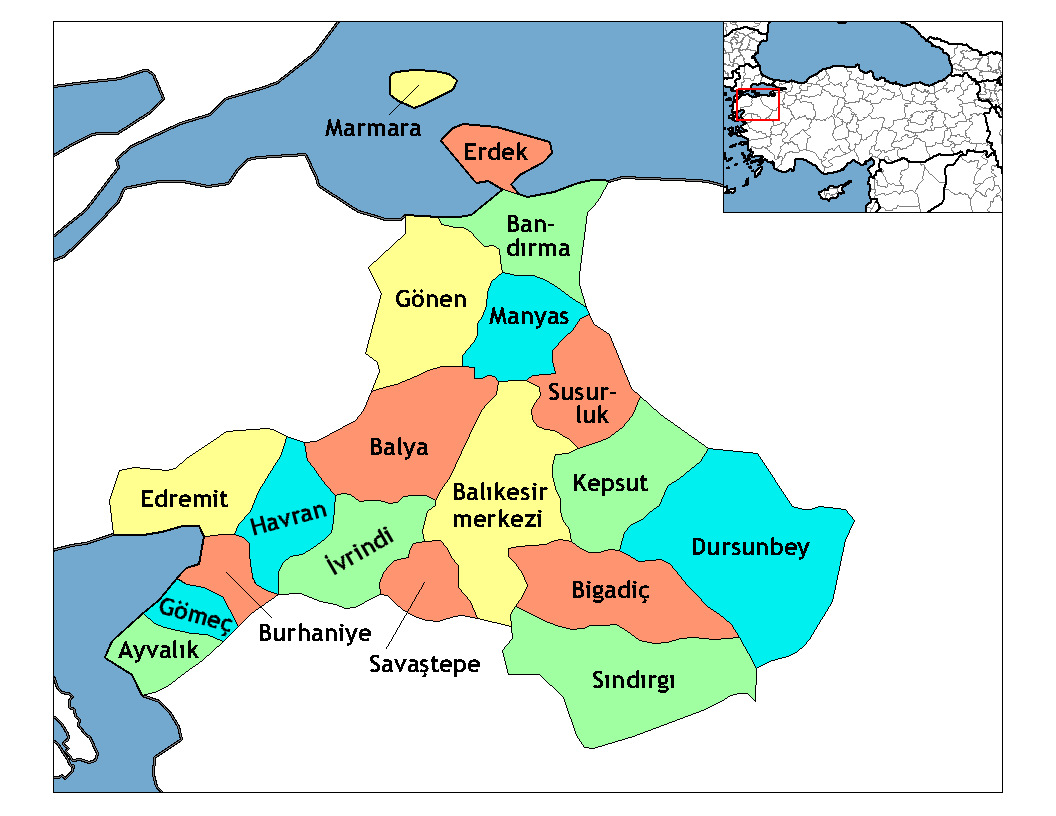
Distritos de Balıkesir.

La provincia de Balıkesir pertenece parcialmente a la región de Mármara,
y parcialmente a la región de Egeo. Sus provincias vecinas están Canakkale por el oeste, Bursa y Kutahya por el este, y Esmirna y Manisa por el sur. 
Tiene litorales de mar de Mármara y mar Egeo. Tiene 675.010 hectáreas de bosques. La mayor elevación de la provincia es Akdag Tepe, con 2089 metros s.n.m. La elevación del distrito central es 139 m s. n. m.
El lago Manyas (que se llama también Kuş Gölü, el lago de aves en turco) es la mayor superficie lacustre de la provincia, con 169 km² de superficie. La isla Avsa es la mayor isla de la provincia.
Las llanuras Sındırgı, Bigadiç, Balıkesir, Manyas, Gönen y Edremit se ubican en la región.

## Historia
Los hallazgos arqueológicos indican que la región estaba poblada en 3000 a. C.
La región era llamada Asawa en los textos hititas, y Misia durante la época antigua. Entre el 3000 a. C. y el 1200 a. C. fueron fundadas colonias por los pelasgos y los léleges.
En 790 a. C. inmigrantes de Mileto, fundaron las colonias en Cícico y Proconeso. 
Desde 600 a. C. la región de Misia estuvo bajo el control del Imperio aqueménida. Las ciudades de la región participaron en la rebelión contra los persas en 500 a. C. Estos castigaron las ciudades de Misia tras haber vencido la rebelión. 
En 480 a. C. el rey persa Jerjes I cruzó la región durante la campaña contra Grecia, la primera guerra médica, que desembocó en la Batalla de Maratón. 
En 334 a. C. Alejandro Magno, rey de Macedonia, cruzó los Dardanelos y venció el rey persa Darío III
y empujó los persas hacia fuera de la región. Después de la muerte de Alejandro en 323 a. C., Misia cayó bajo el control de los Seléucidad. 
Durante el reinado de Fletaro (que reinó entre 238 y 263 a. C.), rey de Pérgamo la región estuvo bajo control del Reino de Pérgamo. Por el testamento de Átalo III, rey de Pérgamo, Misia pasó al Imperio romano.
Después de la partición del Imperio romano, la región formó parte del Imperio romano de Oriente. Durante el asedio de los otomanos de Constantinopla (actual Estambul), los árabes cruzaron la región
dos veces (670 y 718).
En 1080 Suleiman ibn Kutalmish del Imperio Selyúcida invadió Cícico. En 1091 los bizantinos volvieron a tomar Cícico.